# Ramiro Figueiras Amarelle
Ramiro Figueiras Amarelle (ur. 17 grudnia 1977 w Puenteceso) – hiszpański piłkarz plażowy grający na pozycji napastnika.
Na Mistrzostwach świata w 2008 zajął ze swoją reprezentacją czwarte miejsce, ulegając Portugalczykom w meczu o trzecie miejsce. Odebrał także nagrodę dla najlepszego zawodnika tego turnieju.